# よみとく10分シリーズ
よみとく10分シリーズは、株式会社学研プラスが発行する学年別・テーマ別の読み物アンソロジーのシリーズである。

## 概要
2005年の刊行以来、2018年までに520万部のミリオンセラーとなっていた「白い本」シリーズをリニューアルする形で、2019年7月に創刊。「よみとく」には、「『読んでとく』する内容がいっぱい」と「お話を『読み解く』力をつける」という、2つの意味が込められている。
2005年から2018年までの旧版では、タイトルが明朝体で統一されていたが、2019年からは、旧版の雰囲気を引き継ぎつつも、テーマによって異なるタイトルフォントを採用している。また、表紙のイラストは米林宏昌や山下明彦といったスタジオポノックのクリエイターによって描き下ろされた。
シリーズのリニューアルに伴い、2020年度からの新学習指導要領に合わせた巻頭・巻末ページの追加や、内容の更新、漢字表記の見直しが行われた。

## 刊行ラインナップ
| 刊行順 | シリーズタイトル                         | 初版発行日 | 改訂版発行日 | 監修者          | 表紙イラスト | 備考                                       |
| ------ | ---------------------------------------- | ---------- | ------------ | --------------- | ------------ | ------------------------------------------ |
| 1      | なぜ？どうして？科学のお話 1年生 - 6年生 | 2009.12    | 2019.07      | 大山光晴        | 米林宏昌     | 科学読み物42話を収録                       |
| 2      | 10分で読める名作 1年生 - 6年生           | 2007.04    | 2019.09      | 岡信子 木暮正夫 | 山下明彦     | 日本名作・世界名作・詩・言葉遊びを13話収録 |
| 3      | 10分で読める伝記 1年生 - 6年生           | 2011.04    | 2019.10      | 塩谷京子        | 山下明彦     | 伝記を10 - 12話収録                        |
| 4      | 10分で読めるお話 1年生 - 6年生           | 2005.03    | 2019.11      | 岡信子 木暮正夫 | 米林宏昌     | 日本名作・世界名作・詩を12話収録           |